# Durbuy
Durbuy (valonsky Derbu) je frankofonní město v Belgii.
Nachází se ve Valonském regionu, v provincii Lucemburk a v arrondissementu Marche-en-Famenne.
Má 11 326 obyvatel (1. července 2015) a jeho rozloha činí 156,61 km².
Z hlediska přírodních poměrů je obec Durbuy různorodá, neboť leží v údolí řeky Ourthe a na pomezí tří geologických oblastí – Condroz, Famenne a Ardeny. Podél řeky Ourthe a jejích přítoků se nacházejí jeskyně.

## Historie
O vzniku města se toho neví mnoho. Poprvé bylo zmíněno v 11. století, ačkoliv záznamy o mnohých vesnicích v okolí pocházejí již z 9. a 10. století. Patřilo Lotharingii, poté hrabství Namur a ve 13. století se stalo součástí Lucemburského hrabství.
Ve 14. století již mělo hradby a zámek, vybudovaný v 11. stol. Vzhledem ke své strategické poloze v pohraničí Lucemburského hrabství Durbuy v té době plnilo obrannou funkci. Kromě toho bylo centrem obchodu a soudnictví a roku 1331 jej povýšil na město lucemburský hrabě a český král Jan Lucemburský; podle místního historika Nicolase Contora Durbuy získalo městská práva již v období 1275-1314.
Obyvatel zde však žilo velmi málo, a proto bývá Durbuy označováno jako „nejmenší město na světě“ (dnes má přes 10 000 obyvatel díky slučování obcí v roce 1977).
V 17. století hrabata z Urselu provedla rekonstrukci zámku a byly zbourány hradby.
Dnes má Durbuy především funkci turistickou a rekreační.

## Památky
- Durbuyský zámek, vybudovaný v 11. století. Ve 14. stol. zde Jan Lucemburský několikrát hostil básníka a hudebního skladatele Guillauma de Machauta a v 17. stol. zámek rekonstruovala hrabata z Urselu.
- Obilní tržnice, poprvé zmíněná v roce 1380. Sloužila zejména k soudním a administrativním účelům. Byla přestavěna v 16. stol. a rekonstruována v 18. stol. V současné době probíhá oprava budovy.
- Kostel sv. Mikuláše (église Saint-Nicolas) ze 17.-18. stol. s křtitelnicí ze 16. stol.
- Bývalý klášter rekolektů

## Bývalé obce

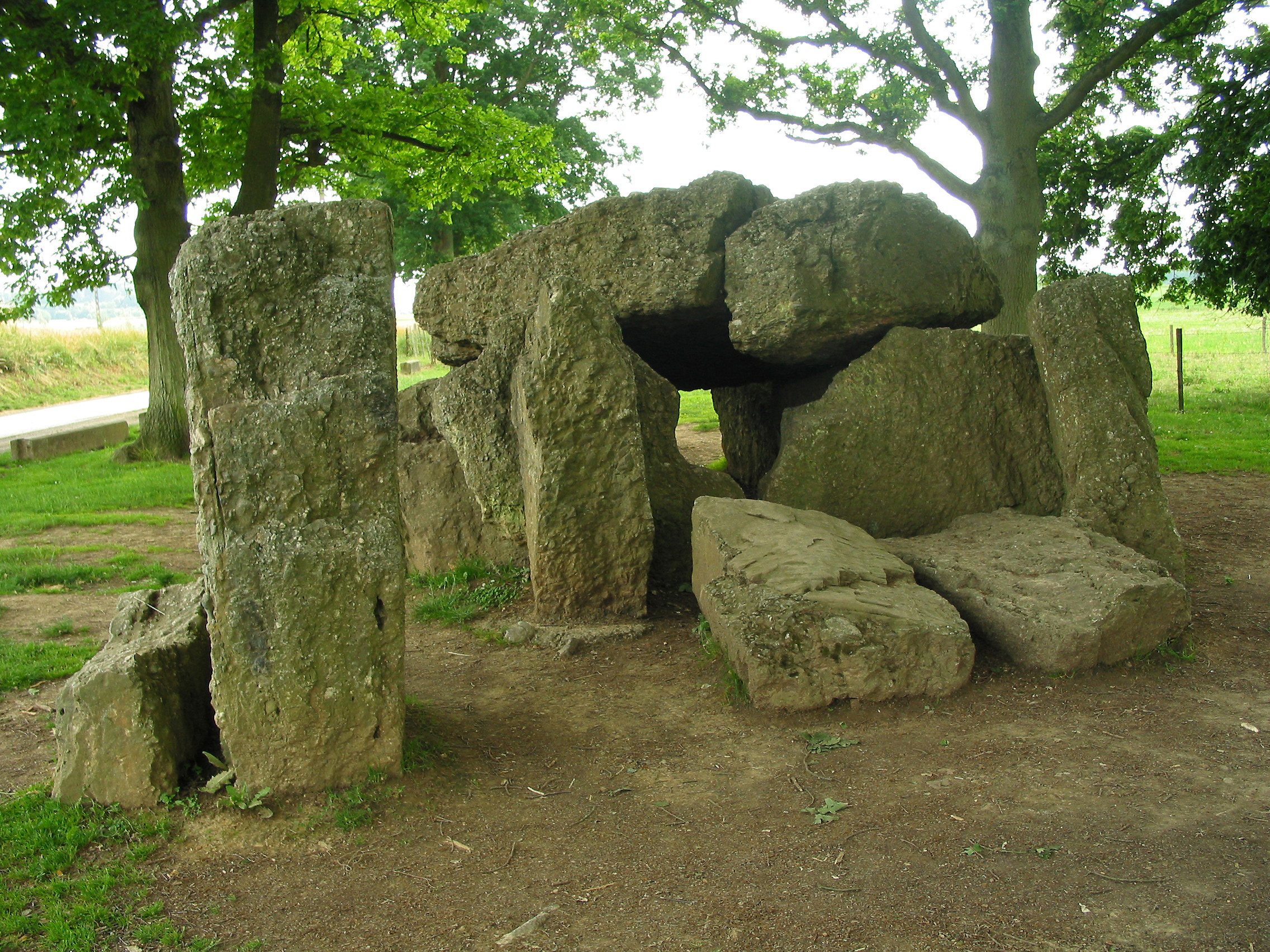
Jeden z dolmenů ve Wérisu

Od roku 1977 se obec Durbuy skládá z 12 bývalých obcí:
| Bývalá obec                                | PSČ            | Bývalá obec                                                                                         | PSČ                      |
| Barvaux Bende Bomal Borlon Durbuy Grandhan | 6940 6941 6940 | Heyd Izier Archivováno 12. 6. 2021 na Wayback Machine. Septon Tohogne Villers-Sainte-Gertrude Wéris | 6941 6941 6940 6941 6940 |

### Wéris
Vesnice Wéris se nachází na náhorní plošině mezi údolím řeky Outhre a údolím řeky Aisne. Je to místo s nejvýznamnějším výskytem megalitů v Belgii. Patří mezi ně 2 dolmeny, 27 menhirů a kameny, ke kterým se vztahují legendy, jako např. kámen Haina nebo ďáblova postel (fr. lit du diable). Vesnice má i hodnotné architektonické dědictví, např. kostel sv. Valburgy z 11. století nebo domy postavené z vápence. Wéris je hojně navštěvován turisty a roku 1995 byl zapsán do seznamu 22 nejkrásnějších vesnic v Belgii.